# Келвін Вілсон
Келвін Вілсон (англ. Kelvin Wilson; нар. 3 вересня 1985, Ноттінгем) — англійський футболіст, захисник клубу «Ноттінгем Форест».

## Ігрова кар'єра
У дорослому футболі дебютував 2003 року виступами за команду клубу «Ноттс Каунті», в якій провів три сезони, взявши участь у 78 матчах чемпіонату. Більшість часу, проведеного у складі «Ноттс Каунті», був основним гравцем захисту команди, яка виступала у третьому і четвертому за рівнем дивізіонах Англії.
З початку 2006 і до літа 2007 року захищав кольори команди «Престон Норт-Енд» у Чемпіоншіпі.
Своєю грою за останню команду привернув увагу представників тренерського штабу клубу «Ноттінгем Форест», до складу якого приєднався в липні 2007 року за 300 тис. фунтів. Відіграв за команду з Ноттінгема наступні чотири сезони своєї ігрової кар'єри. Граючи у складі «Ноттінгем Форест» також здебільшого виходив на поле в основному складі команди.
Влітку 2011 року став гравцем шотландського «Селтіка», у складі якого провів наступні два роки своєї кар'єри гравця. Тренерським штабом нового клубу також розглядався як гравець «основи».
В серпні 2013 року Вілсон повернувся до складу «Ноттінгем Форест», який заплатив за гравця 2,5 млн. фунтів. Відтоді встиг відіграти за команду з Ноттінгема 32 матчі в національному чемпіонаті.

## Досягнення
- Чемпіон Шотландії: 2011—2012, 2012—2013
- Володар Кубку Шотландії: 2012—2013
- Фіналіст Кубка шотландської ліги: 2011—2012